# Tuukka Taponen
Tuukka Taponen (Lohja, 26 oktober 2006) is een Fins autocoureur. In 2024 won hij de titel in het Formula Regional Middle East Championship. Sinds 2023 maakt hij deel uit van de Ferrari Driver Academy, het opleidingsprogramma van het Formule 1-team van Ferrari.

## Carrière

### Karting
Taponen begon zijn autosportcarrière in het karting op tweejarige leeftijd. Zijn vader nam lange tijd deel aan jokki-races, een Finse vorm van rallycross. In 2017 maakte hij zijn competitieve debuut in de Raket-klasse van het Finse juniorkampioenschap en behaalde hier de titel. In 2018 werd hij derde in de OK Junior-klasse van het nationaal kampioenschap. Datzelfde jaar werd hij dertiende in de CIK-FIA Karting Academy Trophy. In 2019 werd hij Fins kampioen in de OK Junior-klasse en eindigde hij als vierde in dezelfde klasse in het Europees kampioenschap.
In 2020 werd Taponen in de OK Junior-klasse derde in het Europees kampioenschap en tweede in het wereldkampioenschap. In 2021 stapte hij over naar de OK-klasse, waarin hij wereldkampioen werd en de WSK Open Cup won. Aan het eind van het jaar nam hij deel aan een scoutingwedstrijd van de Ferrari Driver Academy, het opleidingsprogramma van het Formule 1-team van Ferrari. Hij won deze niet, maar werd wel door het team in de gaten gehouden.
In 2022 werd Taponen tweede in het wereldkampioenschap en derde in de WSK Euro Series. Tevens nam hij opnieuw deel aan de scoutingwedstrijd van de Ferrari Driver Academy en werd na afloop hiervan dit keer wel in het programma opgenomen.

### Formule 4
Taponen maakte in 2021 zijn debuut in het formuleracing in de Formula Academy Finland voor het team Koiranen Kemppi Motorsport. Hij reed enkel twee races op de Kymi Ring, die hij allebei wist te winnen. In 2022 nam hij deel aan vijf races en won deze ook allemaal, waardoor hij zesde in de eindstand werd.
In 2023 maakte Taponen zijn Formule 4-debuut in het Formule 4-kampioenschap van de Verenigde Arabische Emiraten bij het team Mumbai Falcons Racing Limited. Hij behaalde vier zeges: drie op de Dubai Autodrome en een op het Kuwait Motor Town. Daarnaast stond hij nog zes keer op het podium. Met 212 punten werd hij achter James Wharton tweede in de eindstand.
Later in 2023 kwam Taponen uit in het Italiaans Formule 4-kampioenschap en het Euro 4 Championship voor Prema Racing. In de Italiaanse Formule 4 behaalde hij een overwinning op het Misano World Circuit Marco Simoncelli. Hiernaast stond hij zes keer op het podium: driemaal op het Autodromo Vallelunga, tweemaal op het Circuit Paul Ricard en eenmaal op het Autodromo Nazionale Monza. Met 196 punten werd hij vijfde in de eindstand. In de Euro 4 stond hij op het Circuit de Barcelona-Catalunya tweemaal op het podium en werd hij met 102 punten ook hier vijfde in de eindstand.

### Formule Regional
In 2024 maakte Taponen zijn Formule Regional-debuut in het Formula Regional Middle East Championship voor R-ace GP. Hij won vijf races: drie op het Yas Marina Circuit en twee op Dubai. Daarnaast stond hij nog viermaal op het podium. Met 255 punten werd hij overtuigend gekroond tot kampioen in de klasse. Vervolgens debuteerde hij in het Formula Regional European Championship bij R-ace. In het derde raceweekend op het Circuit Zandvoort behaalde hij zijn eerste overwinning, voordat hij op de Hungaroring beide races won. Op het Circuit Mugello won hij voor de vierde keer. In de rest van het seizoen stond hij nog driemaal op het podium. Met 198 punten werd hij achter Rafael Câmara en James Wharton derde in het kampioenschap.

### Formule 3
In 2024 maakte Taponen zijn debuut in het FIA Formule 3-kampioenschap bij ART Grand Prix op het Circuit de Spa-Francorchamps als vervanger van Nikola Tsolov, die voor dit weekend geschorst was omdat hij zonder toestemming deel had genomen aan het Eurocup-3-weekend op hetzelfde circuit. In de eerste race werd hij veertiende, maar in de tweede race kwam hij vanwege een ongeluk niet aan de finish.
In 2025 rijdt Taponen zijn eerste volledige seizoen in de Formule 3 bij ART.